# Кобиловолоко-Благівщинський загальнозоологічний заказник
Кобиловоло́ко-Благі́вщинський заказник — загальнозоологічний заказник місцевого значення в Україні. Розташований у межах Тернопільського району Тернопільської області, на схід від села Долина, в лісовому урочищі «Благівщина». 
Площа — 3220 га. Створений відповідно до рішення виконкому Тернопільської обласної ради від 30 червня 1986 року № 198. Перебуває у віданні Тернопільського обласного управління лісового господарства (Буданівське лісництво, кв. 7-11, 294 га) і Кобиловолоцької сільради (2926 га). Рішенням Тернопільської обласної ради від 22 липня 1998 року № 15, мисливські угіддя заказника надані у користування Теребовлянської районної організації УТМР, Тернопільського держлісгоспу як постійно діюча ділянка з охорони, збереження та відтворення мисливської фауни. 
Під охороною — численна мисливська фауна. Трапляються борсук звичайний, заєць сірий і куріпка сіра, вивірка лісова, лисиця, сарна європейська і тхір лісовий, куниця лісова, свиня дика — цінні мисливські види, та ряд інших тварин.